# Берулава, Алеся
Але́ся Берула́ва (Ясная поляна, Тульская область, РСФСР) — белорусская и российская певица, продюсер, композитор, автор песен, актриса, основатель и лидер рок-группы «Мантана» (1999—2003, 2016—по настоящее время) и синтипоп-группы Merry Poppins (2004—2008).

## Биография
Родилась в Ясной Поляне (Тульской области) в РСФСР, по другим данным — в Чехословакии.
- Отец — военнослужащий (десантник).
- Мать — художница.
- Младшая сестра — Марина Берулава (участница рок-группы «Мантана» (1999—2003)[7] и синтипоп-группы Merry Poppins (2004—2008)[3], художник, фотограф[8].
- Младшая сестра — Людмила Берулава (участница синтипоп-группы Merry Poppins)[3].

Семья Берулава, как и многие семьи военнослужащих, много раз переезжали. Поэтому Алеся Берулава училась в разных школах. Они жили в России, Чехословакии, Молдавии, Германии. Сочинять песни Алеся стала ещё в детстве. Первую написанную песню она подарила однокласснице на день рождения. С 4-го класса Алеся устраивала выступления, её зрителями тогда были родители и одноклассники.
В Днестровске (Молдавия) Алеся окончила музыкальную школу по классу фортепьяно и занималась бальными танцами. Благодаря своим увлечениям Алеся участвовала во многих всесоюзных конкурсах. Потом семья Берулава переехала в Германию.
В 1989 году в Германии она окончила среднюю общеобразовательную школу. В этом же году Алеся отправилась в Минск поступать в «Белорусский университет культуры» на факультет «режиссуры массовых праздников», позже перевелась на факультет «эстрадного вокала». После института Алеся уехала в Германию, обучаться вокалу, петь в клубах и на улицах мировой фольклор и собственные песни, аккомпанируя на гитаре. В Германии она также работала фотомоделью в молодёжном журнале Yo Yo.

## Творчество
В начале 1998 года Алеся Берулава вернулась в Минск и через год (22 апреля 1999 года) основала рок-группу «Мантана». В составе группы записала сингл «Потому что…» (2000 год) и альбом «Маникюры» (2001 год).
В 2004 году Алеся вместе с родной сестрой Мариной Берулава создала синтипоп-группу Merry Poppins. В период существования группы записала макси-сингл Merry Poppins (2006 год) и альбом Do svidania… (2008 год). Алеся Берулава является солисткой, лидером, композитором и автором песен в обеих группах. Она также является автором ряда неизданных песен, относящихся к разным периодам её творчества.
Алеся Берулава в период с 2001—2008 года занималась актёрской работой. В качестве актрисы снялась в 3-х видеоклипах рок-группы «Мантана» и 4-х видеоклипах синтипоп-группы Merry Poppins, в нескольких телевизионных проектах и фильме.
С 2016 года является вокалисткой и лидером возрождённой рок-группы Мантана.

## Дискография

### Мантана
- 2000 — Потому что… (сингл) (Союз)[10].
- 2001 — Маникюры (альбом) (Союз)[11].

### Merry Poppins
- 2006 — Merry Poppins (макси-сингл) (Глория Медиа)[13].
- 2008 — Do svidania... (альбом) (Вигма)[14].

### Неизданные песни
- «Цыганка» (слова: А.Берулава; музыка: С.Буглак).
- «Потому что (восточная)» (слова и музыка: А.Берулава).
- «Цветные сны» (слова: Н.Олев; музыка: М.Дунаевский).
- «В который раз» (слова и музыка: А.Берулава).
- «Потому что (первый вариант)» (слова и музыка: А.Берулава).
- «Аленький цветочек» («Мантана») (слова и музыка: А.Берулава).
- «Новогодняя» («Мантана») (из к/ф «Новогодние приключения или Поезд № 1») (слова и музыка: А.Берулава).
- «Обещаю» (слова и музыка: А.Берулава).
- «Почему ты не спишь» (слова: А.Берулава; музыка: С.Буглак)[15].

Неизданные песни Алеси Берулава условно можно отнести к написанным до 1999 года («Цыганка» и «Почему ты не спишь») и все остальные к созданным в период существования рок-группы «Мантана» (1999—2003).

### Песни в саундтреках
- В телефильме «Новогодние приключения, или Поезд № 1» можно услышать песни: «Это не я» (в начале фильма) и «Новогодняя» (в конце фильма).
- В российском телесериале «Трое сверху» звучит песня «Амуры». Все 198 серий начинаются и заканчиваются под эту песню[18][19].
- В телесериале «Каменская 5» звучат песни: «Маникюры», «Аленький цветочек» и «Девочки-припевочки».  В фильме "Последний забой".

## Фильмография
- 2002 — «Новогодние приключения, или Поезд № 1» (новогодний телефильм)[16].
- 2005 — «На перекрёстках Европы» (телепередача)[17].
- 2007 — «Я сыщик» (телесериал)[1].

## Награды
- «Сингл года» за макси-сингл Merry Poppins на наградах «Мистерия звука» в 2006 году (по итогам продаж) (в составе Merry Poppins)[4].
- Лауреат музыкальной радиопремии «Золотое ухо» радиостанции «Альфа Радио» в 2006 году (в составе Merry Poppins)[5].

## Личная жизнь
- Первый муж — Сергей Михалок, советский и белорусский певец, поэт и автор песен, лидер панк-рок-группы Brutto. Основатель и лидер белорусской панк-рок-группы «Ляпис Трубецкой»[20][21] .

### Социальные сети
- Сообщество «ВКонтакте»
- Сообщество в «Facebook»
- Сообщество в «Twitter»
- Сообщество в «Instagram»